# Сен Морис (река)
Сен Морис (на френски: Rivière Saint-Maurice; на английски: Saint-Maurice River) е река в Източна Канада, южната част на провинция Квебек, ляв приток на река Сейнт Лорънс. Дължината ѝ от 563 км ѝ отрежда 54-то място сред реките на Канада.

## Географска характеристика

### Извор, течение, устие
Река Сен Морис изтича от югоизточния югъл на язовира Гуен на 404 м н.в., разположен в южната част на провинция Квебек. В горното си течение реката има югоизточно направление, а след приематето на десния си приток река Мануан завива на изток. Протича през язовира Бланк, насочва се наюг, преминава покрай градовете Ла Тюк, Гран Мер и Шавинган и при град Троа ривиер се влива отляво в река Сейнт Лорънс на 5 м н.в.

### Водосборен басейн, притоци
Площта на водосборния басейн на Сен Морис е 43 300 km2, което представлява 3,2% от водосборния басейн на река Сейнт Лорънс.
Основни притоци на реката са: леви – Тренч и Крош; десни – Мануан, Вермильон и Матавин.

### Хидроложки показатели
Многогодишният среден дебит в устието на Сен Морис е 730 m3/s, като максимумът е през месеците юни и юли, а минимумът през януари и февруари. От ноември до април реката замръзва.

## Селища и икономическо значение
Долината на река Сен Морис е една от най-рано заселените с европейски преселници район в Канада, като град Троа ривиер е основан в началото на 17 век. По големите селища по течението ѝ са:
- Ла Тюк – 11 821 души;
- Гран Мер – 13 179 души;
- Шавиниган – 50 060 души;
- Троа ривиер – 11 227 души;

По течението на реката има изградени 12 преградни стени, в основата на които има действащи ВЕЦ-ове с обща мощност от 2066 MW.